# John Gorham (Mediziner, 1814)
John Gorham (* 21. Februar 1814 in Penshurst, Grafschaft Kent; † 31. Dezember 1899 in Tonbridge, Grafschaft Kent) war ein englischer Praktischer Arzt und Chirurg mit vielseitigen Interessen.

## Familie
John Gorham war das zweite von drei Kindern der Eheleute William Gorham und Mary Ann Marchant. Er wurde am 3. April 1814 freikirchlich in Tonbridge getauft. Später war er Dekan der Freikirche.
Am 27. März 1839 heiratete er in Southwark (Grafschaft Surrey) in erster Ehe Isabella Anderson (* 10. Januar 1817 in Richmond (Grafschaft Surrey), † im ersten Quartal 1850 in Tonbridge). Mit ihr hatte er zwischen 1848 und 1850 drei Töchter. Bald nach ihrem Tod verlobte sich der Witwer mit einer Jane Bruno, die er zwei Tage vor deren Tod († im ersten Quartal 1851 in Tonbridge) dazu überredete, ihr Testament zu seinen Gunsten zu ändern. Zwar wurde er von den Angehörigen wegen Betrugs verklagt und verlor den Prozess, seiner Reputation tat dies aber keinen Abbruch. Mit seiner am 8. August 1851 in Margaretting (Grafschaft Essex) geehelichten zweiten Frau Elizabeth Stevenson (* 1829 in Lee Chapel (Grafschaft Essex), † 21. Juni 1916 in Ticehurst (Grafschaft Essex)) hatte er bis 1869 zwölf weitere Kinder.
Im Zensus von 1841 wird der Chirurg Gorham als bei William James West in der High Street wohnend aufgeführt. Dort lebte er auch noch 1871. Erst bei den Volkszählungen von 1881 und 1891 wird 14 Bordyke, die sogenannte Bordyke Lodge, als Adresse genannt und sein Beruf mit Allgemeinmediziner angegeben. Hier starb er auch am 31. Dezember 1899 an Influenza.

## Ausbildung und Beruf
Von 1823 bis 1828 besuchte Gorham die Schule in Tonbridge und ist 1832 als Lehrling bei William James West, dem Vater von James Edwin West und Erstbeschreiber des West-Syndroms, nachweisbar. Anschließend genoss er eine medizinische Ausbildung am Londoner Guy’s Hospital bei Thomas Addison und Richard Bright. 1835 qualifizierte er sich hier als Licentiate of the Society of Apothecaries (LSA) und 1836 als Member of the Royal College of Surgeons London (MRCSL). Im Rahmen seiner Arbeit im Krankenhaus versorgte er während der Abwesenheit von Addison dessen ambulante Patienten. Zu dieser Zeit betätigte er sich auch als Praktiker in Southwark.
Von 1836 bis 1838 war er Präsident der Pupils’ Physical Society des Guy’s Hospital und publizierte mehrere Artikel bei der Guy’s Medical and Physical Society, von der er 1838 mit einem Diplom ausgezeichnet wurde. In demselben Jahr wurde er Fellow of the Physical Society of Guy’s Hospital und für seinen Artikel über die Atmung von Kindern ausgezeichnet. 1840 kehrte Gorham dann als Praxispartner Wests nach Tonbridge zurück.
1841 wurde er zum ärztlichen Betreuer der Armenrechtsvereinigung (Poor Law Union) bestellt. Dabei konnte er sich auf die Empfehlung von dreizehn bekannten Ärzten des Guy’s Hospital stützen. 1845 nahm er an der ersten jährlichen Generalversammlung der Provincial Medical and Surgical Association in Tonbridge teil. Dort hielt er einen Vortrag über Gesundheit und Krankheit von Kindern.
Nach dem frühen Tod von William James West übernahm John Gorham 1848 die Praxis, die er zunächst alleine mit wechselnden Assistenten fortführte, bis er 1873 Eyre Ievers (1846–1926) als Partner aufnahm. Noch heute existiert diese Gemeinschaftspraxis nach mehreren Umzügen als Warders Medical Centre.

## Gesellschaftliches Engagement
Wie sein Lehrer und Praxispartner West nahm auch Gorham am gesellschaftlichen Leben seines Heimatortes teil. Er hielt zum Beispiel Vorträge über Mineralogie, Farben und Muschelkunde. Er war musisch begabt und gab zusammen mit seiner Ehefrau und seiner Tochter Flötenkonzerte in der Stadthalle. Außerdem gehörte er etlichen Gesellschaften und Vereinen an und war Präsident der Aesthetic Society und der Choral Society.
1845 war Wests und Gorhams Rat wegen einer von Mehltau befallenen Kartoffelernte gefragt und wurde als Flugblatt in der Stadt verteilt. Im Jahre 1853 tat sich Gorham bei der Bekämpfung einer Choleraepidemie hervor. 1854 war er Gründungsmitglied des örtlichen Gesundheitsausschusses und 1870 wurde er in den örtlichen Regierungsausschuss gewählt. Als Schularzt behandelte er die Schulkinder.
Hin und wieder berichteten Zeitungen über medizinische Einsätze von Gorham, so zum Beispiel 1868 im Zusammenhang mit der Chloroformvergiftung einer Frau und seinem Erste-Hilfe-Einsatz bei einem unvermittelt von schweren Spasmen heimgesuchten Junggesellen oder 1872 nach der Entbindung eines Kindes in einem Eisenbahnwaggon.

## Wissenschaftliche Forschung
Gorham war ein vielseitig interessierter Arzt, der sich intensiv wissenschaftlich mit verschiedenen Themen beschäftigte. 1869 veröffentlichte er ein Buch über die Extraktion von Zähnen, das große Verbreitung fand und in fünf Auflagen erschien. Dafür hatte er bei Kollegen mehrere Tausend Zähne gesammelt und sie gewogen und vermessen. In diesem Buch beschrieb er auch eine Zahnformel, die dem 2011 neu entwickelten MICAP-Zahnschema ähnelt.
Ein weiterer Schwerpunkt seiner Forschung betraf optische Phänomene. So entwickelte er ein Endoskop zur Vermessung des Pupillengröße. Zwischen 1854 und 1889 schrieb er mehrere Beiträge über Spektroskope, Diaskope und Pupillenphotometrie und meldete mehrere Patente für optische Instrumente an. Darunter war eines vom April 1858 für seinen kaleidoskopischen Farbkreisel. In diesem Zusammenhang erläuterte er die Entstehung der Farben aufgrund der Dauer aufeinanderfolgender Eindrücke auf die Retina.
Auch beschäftigte er sich mit Kristallographie und war offenbar der Erste, der sich systematisch mit der Herstellung von Polyedern beschäftigte. Dazu flocht er selbst verschiedene Polyeder mittels Papierstreifen und stellte seine Methode in Vorträgen und Publikationen vor, die auf das Interesse der mathematischen und geologischen Fachwelt stießen.
1880 wurde ihm ein Patent (AD 1880 Nr. 3064) auf eine von ihm entwickelte Teleskop-Röhren-Waage (tubular and telescopic balance) zur Ermittlung des Gewichts von Arzneimitteln erteilt.
Weitere Interessensgebiete Gorhams waren Mikroskopie und Botanik und er war Mitglied der Royal Microscopical Society, der Royal Botanical Society und der Mineralogical Society.
Seine Beschäftigung mit der Ovariotomie steht in engem Zusammenhang mit William James West. Als dessen Tochter in eine Notlage geriet, rief Gorham in Erinnerung an Wests frühere Pionierleistung auf diesem Gebiet Kollegen zu Spenden auf.

## Veröffentlichungen
- Observations on the propriety of extirpating the cyst in some cases of ovarian dropsy. In: The Lancet Band 33 Nr. 843, 26. Oktober 1839, S. 155–161.
- Excision in ovarian dropsy. In: The Lancet (Brief): Band 33 Nr. 852, 28. Dezember 1839, S. 506–507.
- Extraordinary development of the mammæ in the male. In: The Lancet, Band 34, Nr. 882, 25. Juli 1840, S. 637–638.
- Unfrequented Paths in Optics, Part 1: Light from a Pin-Hole: comprehending visual angle and the microscopic power of the eye. S. Highley, London 1855.
- The Rotation of Coloured Discs applied to facilitate the study of the laws of harmonious colouring, and to the multiplication of images of objects into kaleidoscopic combinations. In: Microscopical Journal, Januar 1859.
- Complementary Ocular Spectra. Brief an das British Medical Journal, gedruckt am 25. August 1860, S. 674.
- Tooth Extraction. A Manual on the Proper Mode of Extracting Teeth. With a Table Exhibiting in Parallel Columns the Names of All the Teeth, the Instruments Required for Their Extraction, and the Most Approved Methods of Using Them. London 1869.
- Concerning the early days of ovariotomy. In: The Lancet, 28. März 1874, S. 440–441.
- The West Fund. In: The Lancet, 16. Mai 1874, S. 714.
- A System for the Construction of Crystal Models on the Type of an Ordinary Plait; Exemplified by the Forms Belonging to the Six Axial Systems in Crystallography. E. & F. N. Spon, London 1888.
- 1876 berichtete er über seine 30-jährige Erfahrung mit der Heilung von Verstauchungen mit Wärme und Ruhe.[12]